# تكلا هيمانوت
أبونا تيكلي هايمانوت (1215–1313)، هو قديس وراهب إثيوبي مشهور بنسكه وعزلته. يعتبر من أبرز الشخصيات الدينية في إثيوبيا، حيث أسس ديرًا هامًا في مسقط رأسه بإقليم شوا. يُعد تيكلي هايمانوت القديس الإثيوبي الوحيد الذي يحظى بشهرة واحترام واسع داخل إثيوبيا وخارجها، إذ تحتفل به كنائس أجنبية مثل الكنيسة الكاثوليكية في روما والكنيسة القبطية في مصر. يُحتفل بعيد ميلاده في 30 أغسطس (الموافق 24 نحس في التقويم الإثيوبي)، كما يُكرم اسمه في اليوم الرابع والعشرين من كل شهر حسب التقويم الإثيوبي.

## النشأة المبكرة
وُلد القديس تيكلي هايمانوت في منطقة زوراري التابعة لإقليم سَلَالي، الواقعة على الطرف الشرقي من شوا. نشأ في أسرة متدينة، حيث كان والده الكاهن "صِغا زَأب" (وتعني "نعمة الله")، ووالدته "إجزئي هَرَايا" (أي "مختارة الله")، والتي كانت تُعرف أيضًا باسم سارة. وقد وُلد تيكلي هايمانوت بعد أن نذر والداه، اللذان لم يُرزقا بأبناء لفترة طويلة، أن يُكرّسا أول مولود لهما لله تعالى.
ينتمي تيكلي هايمانوت إلى قومية الأمهرة، وتشير سيرته القديسية التي تعود إلى القرنين الثالث عشر والرابع عشر إلى اسم "بيت أمهرة" كمكان معروف منذ منتصف القرن التاسع الميلادي.
في سنوات شبابه، كانت منطقة شوا تتعرض لهجمات متكررة من ملك داموت الوثني موتولومي ساتو [الإنجليزية] الذي كان يشن غارات من وراء نهر جما. ومن أبرز هذه الغارات، تلك التي اختُطفت خلالها والدته إجزئي هَرَايا. وتذكر الروايات أن عودتها إلى زوجها تمت بفضل شفاعة رئيس الملائكة ميخائيل. وعندما حاول الملك ملاحقتهما أثناء فرارهما، ألقى رمحًا باتجاههما، لكنه دار في الهواء ليصيبه هو ويقتله. وتتناقل التقاليد الشعبية عدة روايات مماثلة تصف علاقة تيكلي هايمانوت بالملك موتولومي.

تلقى تيكلي هايمانوت تعاليمه الدينية الأولى على يد والده، ثم نال سر الكهنوت لاحقًا على يد البابا كيرلس الثالث الإسكندري، المعروف في الكنيسة القبطية باسم كيرولوس.